# Kazue Fukiishi
Kazue Fukiishi (吹石一惠 Fukiishi Kazue?) es una actriz japonesa nacida el 28 de septiembre de 1982 en Kashiba, Nara, Japón.

## Biografía
En 2014 Fukiishi audiciono para participar en la serie de terror estadounidense American Horror Story: Freak Show el cual Chiaki Kuriyama rechazo debido a que ya fue contratada para un dorama en Tokio, pues se confirmó que fukiishi tendría el personaje de Takako, una mujer quien se ha obsesionado con la historia de la Kuchisake-onna y su supuesta leyenda.
"Es bueno trabajar en esta serie, quise actuar fuera de Japón debido a que me intereso conocer otra cultura, vi las 3 temporadas anteriores y me encanto las actuaciones de todos los actores, cuando me entere que Chiaki Kuriyama no participaría en esta nueva temporada que ya la tenían confirmada, por su gran actuación en Coven, decidí participar en esta temporada para conocer mas la cultura estadounidense, y lo curioso es que hoy se cumple un año de que ocurriera el mismo caso, me refiero a que en la ocasión de coven Aiko Horiuchi fue confirmada para esta temporada ya que ella también participó en las temporadas 1 y 2 pero rechazo el papel por problemas, y Kuriyama tomo el papel, pues ahora esto vuelve a pasar pero esta vez es mi caso junto con el de Kuriyama ya que ela rechazo el papel aunque fue confirmada y yo tome dicho papel, no se si realizaran una quinta temporada pero puede que este segura que traten de confirmarme para un papel, si esto es cierto tratare de tomar el papel lo antes posible pero si no una nueva chica tomara mi remplazo así como ocurrió con Kuriyama con Horiuchi y yo con Kuriyama"

## Filmografía

### Cine
- Silver Spoon (2014)
- Himitsu no Akko-chan (2012)
- GeGeGe no Nyōbō (2010)
- 13 asesinos (2010)
- Happy Flight (2008)
- Sutekina yoru, boku ni kudasai (2007)
- Baburu e go!! Taimu mashin wa doramu-shiki (2007)
- Tegami (2006)
- Ashita no kioku (2006)
- Yuki ni negau koto (2005)
- Naisu no mori: The First Contact (2005)
- Noriko's Dinner Table (2005)
- Mura no shashinshuu (2004)
- Llamada perdida (Chakushin ari) (2003)
- Makai tenshô (2003)
- Drug (2001)
- Toki no kaori: Remember me (2001)
- Ashita wa kitto (2001)
- Blue Remains (2000) (voz)
- Tokimeki Memorial (1997)

### Televisión
- American Horror Story: Hotel (2015)
- American Horror Story: Freak Show (2014)
- Kaze ni Maiagaru Vinyl Sheet (2009)
- Scandal (2008)
- Furu suingu (2008)
- Himitsu na okusan 2: Kyôto gion no maki (2007)
- Shinsengumi! (2004)
- Kaette kita rokkâ no hanako san (2003)
- Yoiko no mikata (2003)
- Rokkâ no hanako san (2002)
- Sabu (2002)

## Premios y nominaciones
- Premios
  - Festival de Cine de Yokohama, 2005
    - Mejor actriz de reparto, Yuki ni negau koto